# Severinsbrücke

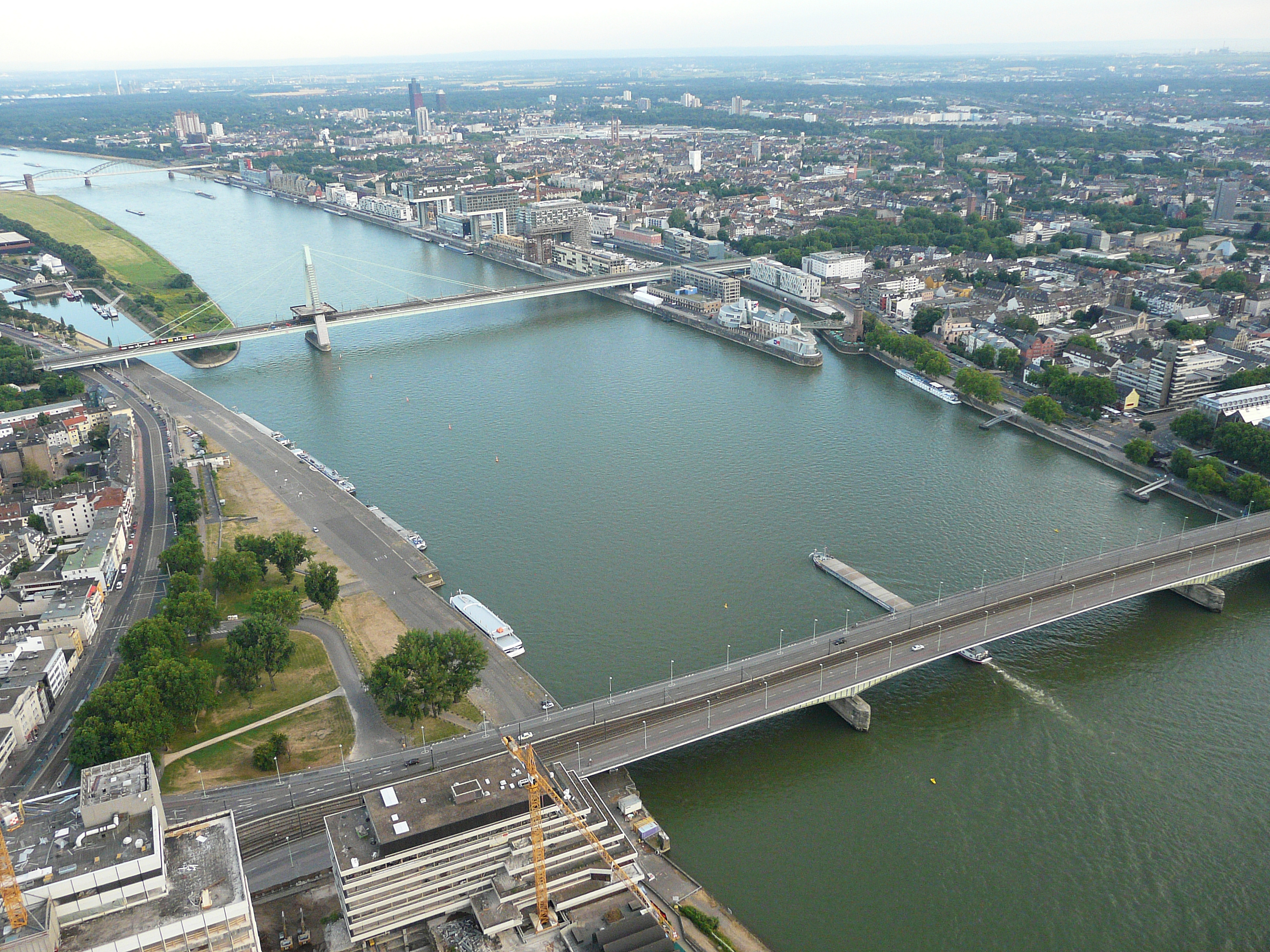
Vue aérienne avec le Deutzer Brücke au premier plan, le Severinsbrücke à l'arrière, et à droite le quartier de Rheinauhafen

Le Severinsbrücke est un pont routier situé à Cologne, en Rhénanie-du-Nord-Westphalie, en Allemagne. Mis en service en 1959, il est le premier pont construit à Cologne après la Seconde Guerre mondiale. Il doit son nom à saint Séverin de Cologne, le troisième évêque connu de la ville, dont le nom a été donné à un quartier de Cologne, autour de la basilique Saint-Séverin, l'une des douze basiliques romanes de Cologne.
Le Severinsbrücke, accessible aussi bien aux automobilistes et aux piétons qu'aux tramways et aux cyclistes, est situé à proximité - d'ouest en est - du marché du bois de la Uferstraße, des bâtiments du quartier Rheinauhafen, construit sur les anciennes installations portuaires dans la partie sud de la ville, dont ceux de la douane portuaire, en amont, de l'entrée du port fluvial de Deutz (de) et de la Siegburger Straße. Deux musées sont situés à proximité du pont, dans le quartier de Rheinauhafen : le Deutsches Sport & Olympia Museum (Musée allemand du sport et des Jeux olympiques) et le musée du chocolat.
Il s'agit d'un pont à haubans en éventail d'une longueur totale de 691 mètres qui relie au-dessus du Rhin le quartier Deutz, situé sur la rive droite du Rhin avec les quartiers Severin et Rheinauhafen, situés dans la partie sud de la ville, dans l'arrondissement d'Altstadt-Süd (de) et au-delà au centre-ville dans l'arrondissement d'Altstadt-Nord (de). Il facilite ainsi le trafic automobile entre le centre-ville et les rocades (en premier lieu le Gotenring) et la route fédérale B 55 et l'autoroute A 59. En raison de la rigidité particulière de la construction, les tramways peuvent l'emprunter. Les lignes de tramway 3 et 4, qui vont de Neumarkt à Deutz/Messe l'utilisent parallèlement à la circulation automobile et circulent sur une voie séparée marquée par un empierrement spécial entre les deux arrêts Severinstraße et Suevenstraße.

## Historique
Sur la base des plans de la Nord-Süd-Durchbruch (Traversée Nord-Sud), déjà prévue avant la guerre, le « plan général de circulation » (Generalverkehrsplan) adopté par la ville en 1956 prévoyait, dans le cadre de l'aménagement de l'actuelle Pénétrante Nord-Sud (Nord-Süd-Fahrt), la construction de deux nouveaux ponts sur le Rhin. Après la reconstruction de cinq ponts sur le Rhin à Cologne, le Severinsbrücke fut le 
premier emplacement choisi pour la construction d'un nouveau pont.
Dans le cadre de la préparation de la construction, un accident s'est produit le 21 septembre 1956 quand un caisson pour les fondations d'un pilier du pont, en déséquilibre, est tombé provoquant la mort de cinq ouvriers .
Le Severinsbrücke est construit en 1958-1959 selon les plans de l'architecte allemand Gerd Lohmer (de) (1909-1981), originaire de Cologne, connu pour son implication dans la construction de ponts et de l'entreprise d'ingénierie minière Gutehoffnungshütte, qui ont été modifiés pour tenir compte des propositions du célèbre ingénieur en construction de ponts Fritz Leonhardt (1909-1999) .
Le pont est inauguré le 7 novembre 1959, en présence du chancelier Konrad Adenauer, ancien maire de la ville.
Il a été rénové en 2012-2013 sous la direction de la société d'ingénierie Pirlet & Partner Baukonstruktionen Ingenieurgesellschaft mbH.

## Caractéristiques
Le Severinsbrücke est un pont à haubans d'une longueur de 691 mètres et d'une largeur de 29,50 mètres. La plus grande portée mesure 302 mètres de long. Le pylône s'élève à 77,20 m au-dessus des fondations du pont. Au total, 8 300 tonnes d'acier ont été nécessaires. Le coût de la construction s'est élevé à 25,3 millions D-Mark. Lors de son ouverture, il était le pont à haubans avec la plus longue travée principale dans le monde  et le premier avec un pylône asymétrique en forme de « A » . Un pont similaire, dont la construction rappelle le Severinsbrücke, le Pont d'Octobre, au-dessus de la Cheksna, un affluent de la rive gauche de la Volga, à Tcherepovets, dans l'oblast de Vologda, en Russie, a été achevé en 1979.
La particularité du pont est qu'il n'a besoin que d'un pylône sur lequel le corps du pont est suspendu avec des câbles en acier. Ce n'est que de cette manière que le port fluvial de Deutz (de) pouvait continuer à être utilisé par les caboteurs. De plus, le positionnement du pylône, à proximité de la rive droite, permet de conserver largement intacte la vue sur la cathédrale et la vieille ville sur la rive gauche. Comme quatre des huit ponts urbains sur le Rhin de la ville, il est peint d'une couleur « vert Cologne » (de), terme qui désigne l'oxyde de chrome vert, composé chimique de formule Cr2O3, dont les pigments inorganiques sont considérés comme particulièrement résistants à la lumière et aux intempéries.
Le Severinsbrücke a reçu le Prix d'architecture de la ville de Cologne (de) en 1967, notamment pour sa construction innovante.

## Détails techniques
Les distances centrales des ouvertures correspondantes sont 49,11 m, 89,13 m, 47,81 m, 301,67 m, 150,68 m et 52,46 m . Le pont est délimité par des culées en pierre naturelle entourées d'escaliers en colimaçon. Des deux côtés, une rampe plus longue relie les allées respectives.
Le tablier du pont, de 29,50 m de largeur, se trouve entre des garde-corps et est divisé en deux parties : la voie ferrée pour les deux voies de tramway, les deux voies et les pistes cyclables de 2,25 m et de 3,00 m de largeur. Mesuré d'un bord extérieur à l'autre, le tablier du pont a une largeur totale de 30,10 m.
La superstructure se compose de deux poutres en caisson en acier de 3,20 m de large dont la hauteur diminue allant d'un maximum de 4,57 m jusqu'à 3,00 m au niveau des culées. Elles sont rigidifiées par des disques transversaux. Entre les poutres creuses se trouve une dalle orthotrope avec une nervure longitudinale centrale et des nervures transversales régulières. Les poutres en caisson sont suspendues au-dessus des deux ouvertures principales des câbles de haubanage; sur les ouvertures latérales, elles sont soutenues par des piliers ronds et étroits.
Les pylones rivetés sont bordés par des profils pour des raisons architecturales et couverts avec un panneau de toit. Ils ont une distance de 42,12 m l'un sur l'autre sur leur plaque de fondation. Dans la vue latérale du pont, les poteaux se rétrécissent de 4,17 m à 3,36 m en haut du pylône tout en s'élargissant dans la vue longitudinale de 3,72 m au pied à 4,60 m à la tête du pylône.
Les câbles de suspension 4 × 3 ont, contrairement à la pratique habituelle, une section rectangulaire, ce qui permet de se rendre compte qu'ils sont constitués de 4 ou 12 ou 16 câbles entièrement verrouillés. Pour les câbles de suspension extérieurs, plus forts, les câbles supérieurs sont ancrés dans la tête du pylône, tandis que les câbles inférieurs sont soutenus par une selle passant à travers la tête de pylône.

## Galerie de photos

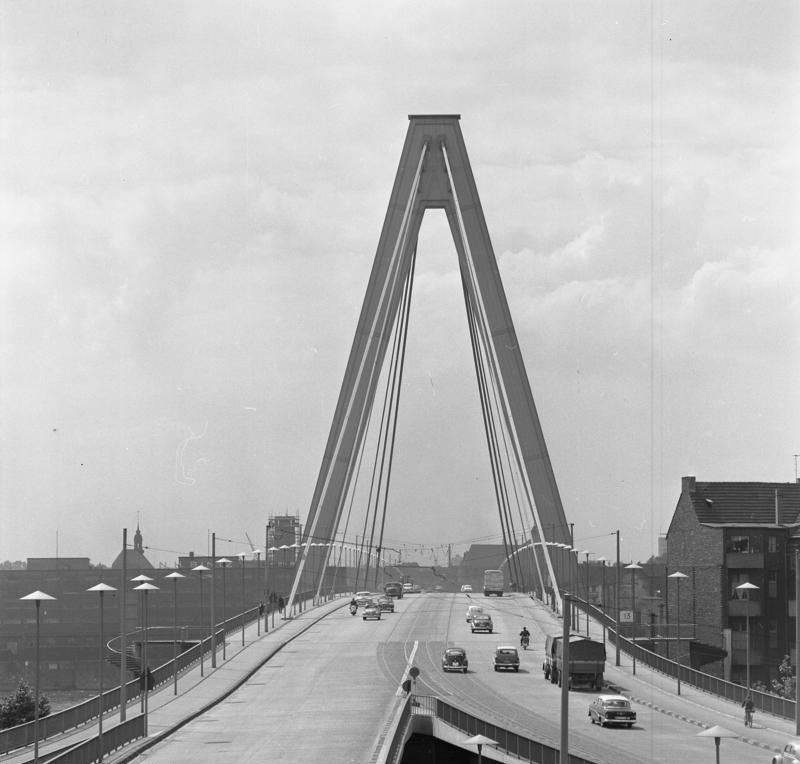
Le Severinsbrücke en 1961
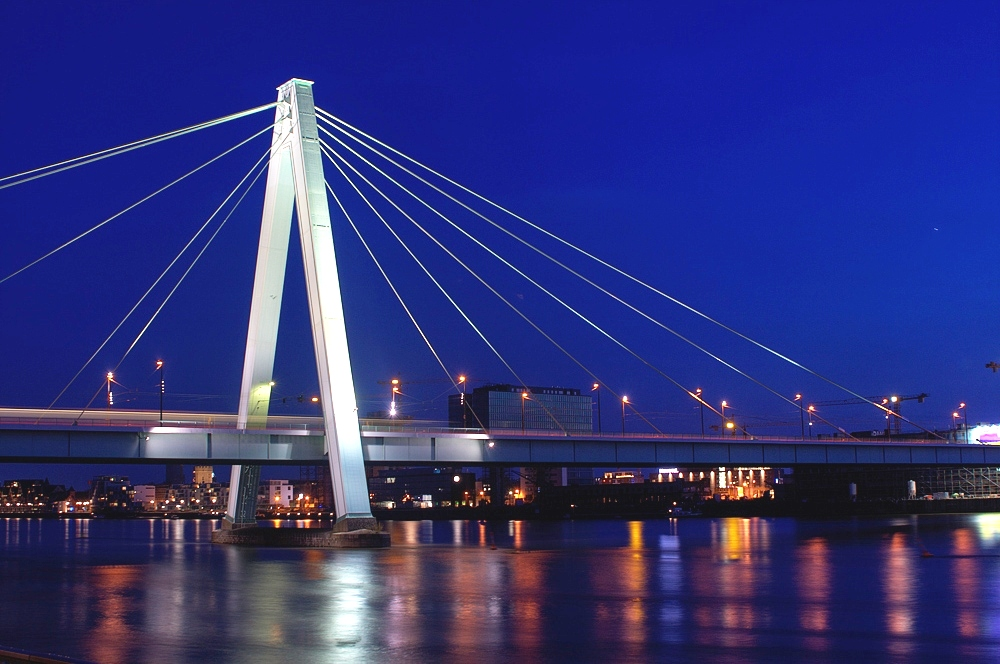
Le Severinsbrücke de nuit en 2006
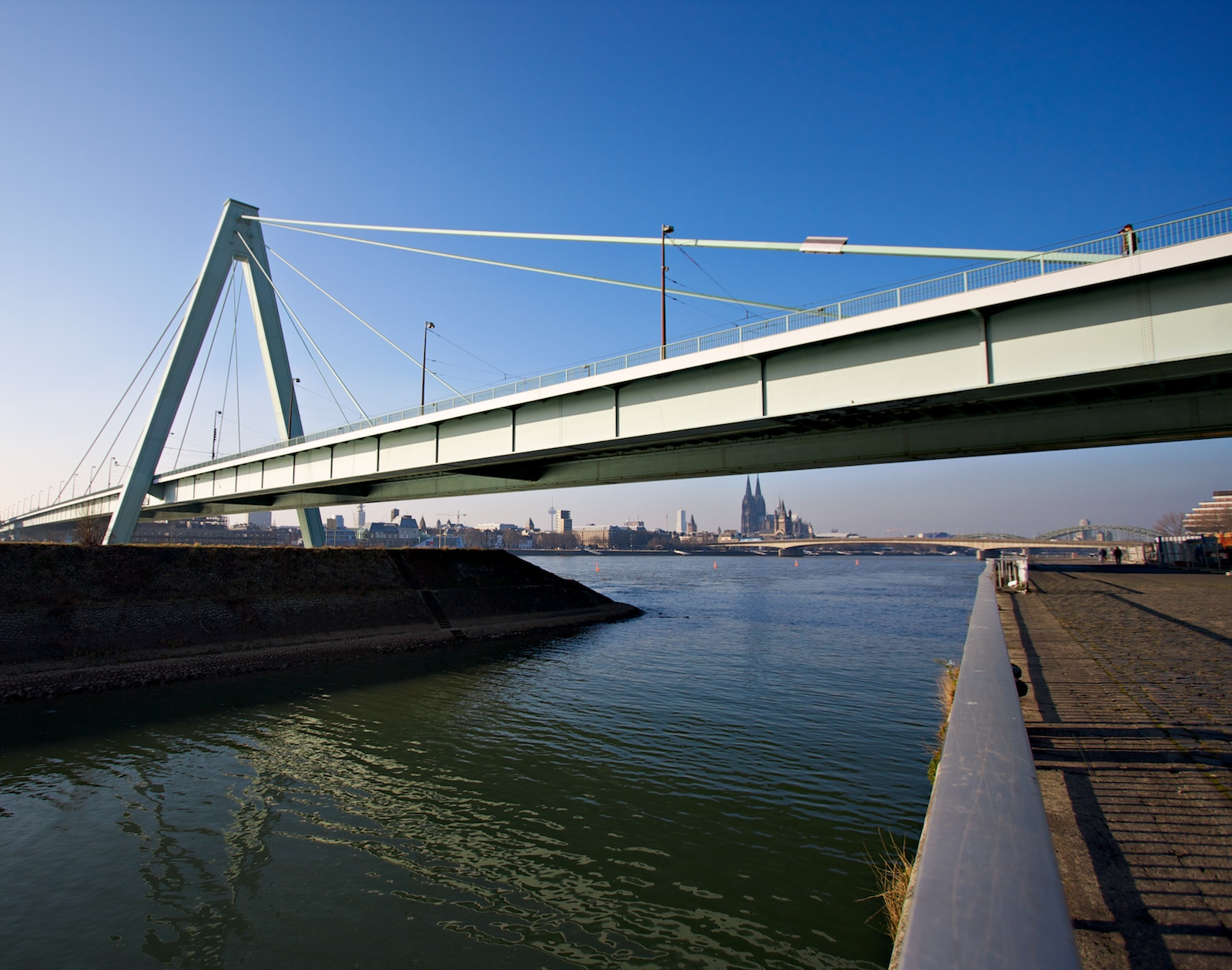
Le Severinsbrücke en 2008
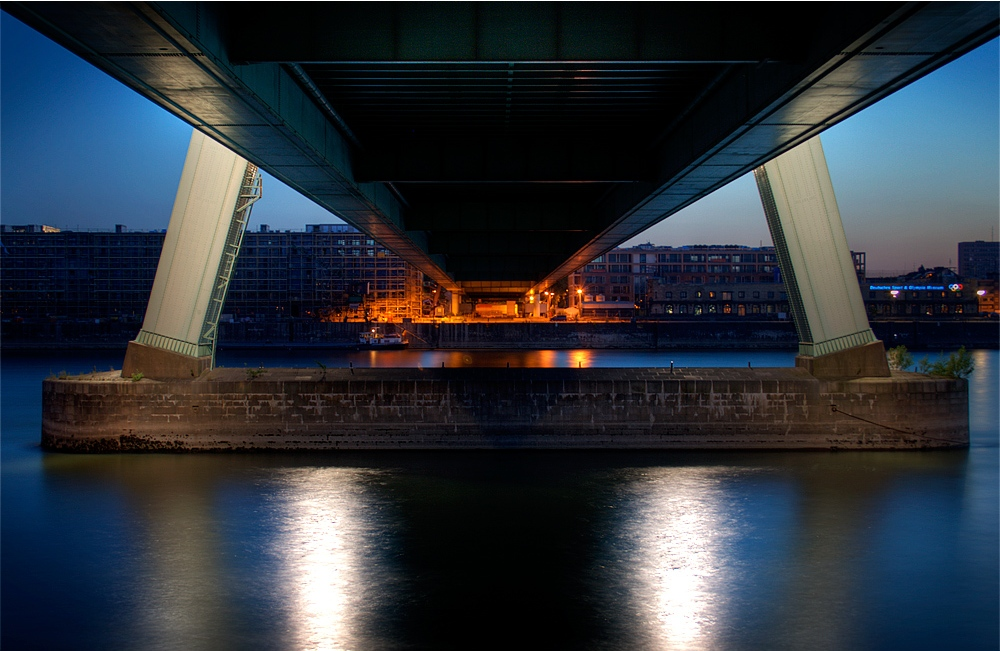
Vue nocturne sous le Severinsbrücke en 2008
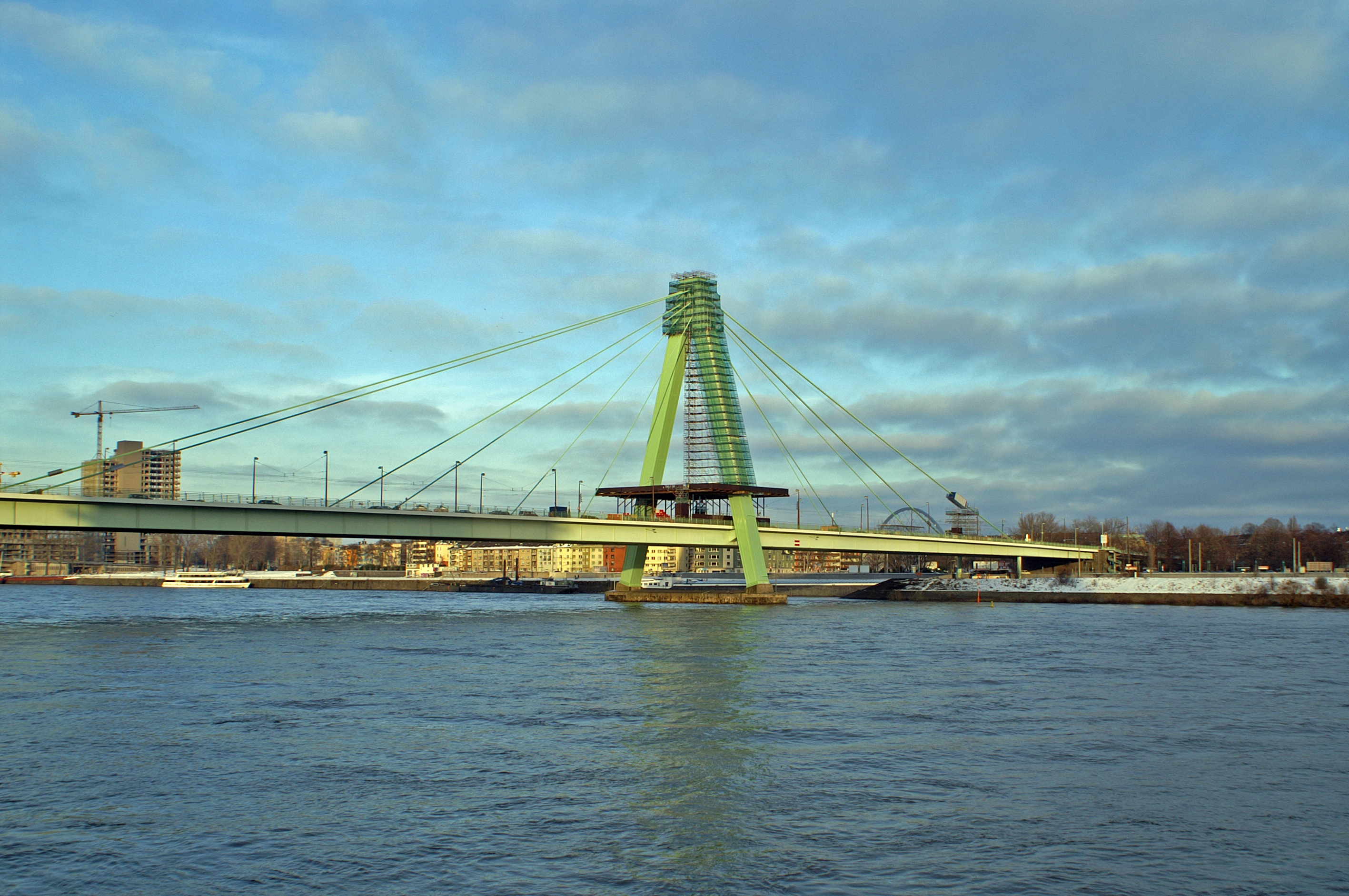
Le Severinsbrücke dans la lumière du soir en 2010

## Art sur le pont

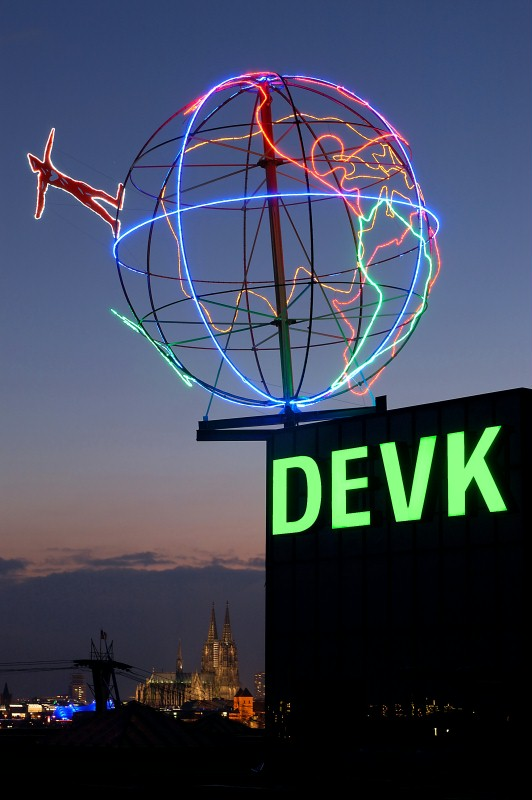
Le globe de l'installation Weltkugel de HA Schult à son emplacement actuel, sur le toit du bâtiment du siège du

Le 22 mars 1997, l'artiste contemporain conceptuel allemand HA Schult, connu principalement pour ses performances artistiques, a réalisé une installation intitulée Weltkugel, composée de néons, mise en place sur le pylône du Severinsbrücke. Il s'agissait d'un globe, dont la structure en grille permettait d'évoquer le globe terrestre avec des néons en forme de continents de couleurs différentes, positionnés d'après les coordonnées de latitude et de longitude, sur laquelle se détache à l'emplacement de la ville de Cologne, une silhouette humaine rougeoyante surdimensionnée dans une position euphorique, les bras écartés, représentant le citoyen terrestre, comme une excroissance du globe. La structure en métal du globe a un diamètre de huit mètres et a dû être installée sur le pont par hélicoptère.
Cette installation artistique, prévue initialement pour rester en place pendant seulement quelques mois, a été prolongée par les autorités de la ville, malgré un débat public controversé, et de 1997 à 2000, le globe illuminé a donc trôné sur le pylône de 70 mètres du Severinsbrücke.
Le 15 octobre 2000 l'œuvre a été transportée par hélicoptère depuis le Severinsbrücke jusqu'à son emplacement actuel, sur le toit du bâtiment du siège de la compagnie d'assurances mutuelle DEVK (de), sur la rive gauche du Rhin, à proximité du Zoobrücke (de).

## Source de la traduction
- (de) Cet article est partiellement ou en totalité issu de l’article de Wikipédia en allemand intitulé « Severinsbrücke » (voir la liste des auteurs).